# Hultebräan
Hultebräan är en sjö i Nybro kommun i Småland och ingår i Hagbyåns huvudavrinningsområde. Sjön har en area på 1,86 kvadratkilometer och ligger 106 meter över havet. Sjön avvattnas av vattendraget Jansabäcken. Vid provfiske har en stor mängd fiskarter fångats, bland annat abborre, braxen, gers och gädda.

## Delavrinningsområde
Hultebräan ingår i det delavrinningsområde (627981-149570) som SMHI kallar för Utloppet av Hultebräan. Medelhöjden är 130 meter över havet och ytan är 19,37 kvadratkilometer. Det finns inga avrinningsområden uppströms utan avrinningsområdet är högsta punkten. Jansabäcken som avvattnar avrinningsområdet har biflödesordning 2, vilket innebär att vattnet flödar genom totalt 2 vattendrag innan det når havet efter 45 kilometer. Avrinningsområdet består mestadels av skog (78 procent). Avrinningsområdet har 2 kvadratkilometer vattenytor vilket ger det en sjöprocent på 10,3 procent.

## Fisk
Vid provfiske har följande fisk fångats i sjön:
- Abborre
- Braxen
- Gärs
- Gädda
- Lake
- Löja
- Mört
- Sarv
- Siklöja
- Sutare
- Gös